# ダヴィド・サッソリ
ダヴィド・マリア・サッソリ（イタリア語: David Maria Sassoli [ˈdaːvid maˈriːa sasˈsɔːli]、1956年5月30日 - 2022年1月11日）は、イタリアの政治家、ジャーナリスト。2009年に欧州議会議員に初当選し、2019年7月から死去するまで欧州議会議長を務めた。欧州社会党・民主党所属。

## 経歴
フィレンツェ出身。1970年代、フィレンツェ大学で政治学を修めた。地元の小さな新聞や通信社でジャーナリストとして活動したのち、「イル・ジョルノ」紙のローマ支局に勤める。1986年7月3日にプロのジャーナリスト登録を行った。
1992年、国営テレビ局 TG3 の記者となった。この時期には、ミケーレ・サントロとともに Il rosso e il nero や Tempo reale などのテレビ番組を製作した。1996年には、 Cronaca in diretta というテレビ番組の司会を担当した。その数年後、TG1 のアンカーマンに就任したころには、イタリアで最も有名かつ人気のあるジャーナリストのひとりとなっていた。2007年、ジャンニ・リオッタが TG1 のディレクターに新任されると、その副ディレクターとなった。
2009年、政治家に転身し、中道左派の民主党に入党、中央イタリア選挙区から欧州議会議員選挙に立候補した。6月7日、同選挙区の候補者中最多得票の41万2502票で当選した。2014年の改選まで、欧州議会における民主党議員団副団長を務めた。
2012年10月9日には、ローマ市長選挙の中道左派統一候補予備選挙に立候補すると表明した。予備選では元上院議員のイグナツィオ・マリーノが得票率55%で統一候補に選出され、サッソリは2位（同26%）で落選した。しかし、元通信相のパオロ・ジェンティローニ候補の得票数は上回った。マリーノは本選挙で右派の現職、ジャンニ・アレマンノを破り当選した。
2014年の欧州議会議員選挙でも、サッソリは20万6170票を得票し再選された。この選挙で民主党は全体の41%を得票し、その強さを印象付けた。
同年7月1日には、欧州議会での投票で副議長に選出された。欧州社会党系の候補者では、2番目の得票数（393票）であった。欧州議会では各委員会に加えて、極度の貧困と人権に関する議員連盟に加わっていた。
2019年の欧州議会議員選挙では、得票数12万8533票で再選された。7月2日、サッソリは社会民主進歩同盟 (S&D) から新しい欧州議会議長に推挙された。翌日、サッソリは得票数345票で、アントニオ・タイヤーニの後任の議長に選出された。この役職にイタリア人が選出されたのは、サッソリで7人目であった。
受諾演説でサッソリは、欧州統合を平和と民主主義を実現するためのプロジェクトとして語った。サッソリは欧州の市民が、この構想をいまなお信じていることを示したとして、欧州の多様性を誇りに思っているとも述べた。また、欧州議会がさらに重要な役割を果たしてこそ、欧州はさらに強くなれるとも指摘した。
サッソリは欧州議会議長としての最初の公務として、2016年のブリュッセル連続爆破テロ事件の現場のひとつを訪れ、犠牲者を追悼した。サッソリはそこで、「私たちは欧州の首都で起きたテロの犠牲者に敬意を表し、これらのテロの犠牲となった欧州の市民を追悼しなければならない。これはテロによる犠牲者すべてを追悼することにほかならない。この象徴的な行いをもって、私は議長としての任期をはじめたい」と述べた。
任期満了直前の2022年1月11日、イタリアの病院で死去。65歳没。前日の10日に欧州議会の報道官により、サッソリが「免疫系の機能不全による深刻な合併症で入院が必要になった」として、前年12月26日から入院し、全ての公務を取りやめることが発表されていた。
- サッソリ（2010年5月22日）
- ウルズラ・フォン・デア・ライエン欧州委員会委員長と（2019年10月31日）
- 左からモルドバのナタリア・ガブリリツァ首相、ウクライナのデニス・シュミハリ首相、サッソリ（2021年11月30日）

## 人物
妻アレッサンドラ・ヴィットリーニとのあいだに、ジュリオとリヴィアの2子がいた。フィレンツェと本拠地とするサッカークラブ、ACFフィオレンティーナのファンであった。
表現の自由に関する広報活動を目的にジャーナリストや作家、法律家らが2001年に結成した団体 Articolo 21, liberi di... に加入していた。